# Austroasca gracilis
Austroasca gracilis är en insektsart som först beskrevs av Mitjaev 1963.  Austroasca gracilis ingår i släktet Austroasca och familjen dvärgstritar. Inga underarter finns listade i Catalogue of Life.